# 光輝焼鈍
光輝焼鈍（こうきしょうどん、英語：bright annealing）は、無酸化性雰囲気にて焼鈍（やきなまし）を行う熱処理方法。金属表面が酸化されないため、焼鈍前と同等の表面を保つことができる。
大気中のような酸化性雰囲気にて行われる焼鈍においては、金属表面に酸化スケールが生成するため、この後の酸洗工程にて、酸化スケールを除去する方法が取られている（大気焼鈍：annealing and pickling）。このため表面がダル肌となり白色を帯びる。これに対して光輝焼鈍では無酸化性雰囲気中にて処理するため、酸化スケールの生成が無く、焼鈍前と同じ金属表面を得る事ができ、酸洗工程が不要となる。一般的に装飾用など、鏡のような表面光沢を必要とする場合に光輝焼鈍が用いられ、研磨工程の省略または負荷の軽減が図れる。

## 雰囲気ガス
光輝焼鈍は真空中あるいは水素、窒素、アルゴンなどを使用して、炉内を無酸化性雰囲気として行われる。
一般的にはアンモニア分解ガス（水素75%、窒素25%）や、純水素と純窒素の混合ガスが用いられる。後者は比率を任意に変えられる利点がある。いずれの場合も-60℃以下の露点（露点温度）に管理する必要がある。

## ステンレス帯鋼の光輝焼鈍
代表例としてステンレス帯鋼について記述する。

### 焼鈍設備
ステンレス帯鋼の光輝焼鈍は800℃〜1,000℃に加温〜急冷して行われる。
光輝焼鈍設備（ライン）は概略の機器構成は以下の通り。
1. 入側設備（アンコイラ、溶接機など）
2. 入側ルーパー
3. 加熱炉
4. 出側ルーパー
5. 出側設備（リコイラなど）

移動・運搬の容易化のため、帯鋼はコイル状に巻き取られた状態で各設備（生産ライン）に送られる。アンコイラはコイル状に巻き取られたコイルを回転させながら巻きほぐし、リコイラは再びコイル状に巻き取る機器である。所定の機械的特性を得るためには温度コントロールされた加熱炉を一定の速度で通過させる必要があり、コイル同士の接合・切り離し時間を得るためにルーパー（アキュームレータ）にて材料をストックし、歩留りの向上を図る場合が多い。